# Francois Massaquoi
Francois Eugene Massaquoi (fallecido en 2001) fue un político y caudillo militar liberiano. Massaquoi dirigió la Fuerza de Defensa de Lofa durante la primera guerra civil liberiana y más tarde se convirtió en ministro del gobierno. Murió en 2001 en circunstancias misteriosas.

## Juventud en los Estados Unidos
Massaquoi pertenecía al pueblo Loma. Al llegar a los Estados Unidos en 1965, estudió economía en la Universidad de Nueva York. En la década de 1960, la discoteca The Church (más tarde rebautizada como 'Sanctuary' por razones administrativas) abrió en Hell's Kitchen en el edificio que hoy alberga el Westside Theatre, con un concepto basado en temas irreligiosos creados por Massaquoi. Massaquoi y su esposa Carolyn tenían un negocio de importación de alimentos en Nueva York en la década de 1970. De vuelta en Liberia, trabajó como funcionario durante los gobiernos de William R. Tolbert y Samuel Doe.

## Guerra civil
Fundó la milicia Fuerza de Defensa de Lofa (LDF) n 1991. Durante la primera guerra civil liberiana, la LDF de Massaquoi luchó contra las fuerzas de ULIMO por el control del condado de Lofa.
En diciembre de 1994, Massaquoi fue uno de los firmantes del Acuerdo de Aclaración de Acra, un acuerdo de paz que nunca se implementó. Asimismo, firmó el Acuerdo de Abuya I en agosto de 1995, que permitió la entrada de la LDF en el gobierno. Massaquoi fue nombrado Ministro de Juventud y Deportes en el Gobierno Nacional de Transición de Liberia desde septiembre de 1995 hasta agosto de 1997. En diciembre de 1996, un grupo de soldados de las LDF llegó a Monrovia y agredió físicamente a Massaquoi, acusándolo de no brindar apoyo a sus antiguos combatientes.
Durante las elecciones generales de Liberia de 1997, Massaquoi perteneció al Partido Nacional Democrático de Liberia. Después de las elecciones fue nuevamente nombrado Ministro de Juventud y Deportes.

## Muerte
Massaquoi murió el 17 de abril de 2001. Según se informa, durante una visita a Voinjama, el helicóptero de Massaquoi fue objeto de disparos. Massaquoi murió más tarde en el hospital de Gbarnga después de llegar allí. El presidente Charles Taylor anunció la creación de una comisión para investigar las circunstancias de la muerte de Massaquoi, pero el anuncio fue recibido con escepticismo en Liberia en ese momento.